# Liste der Monuments historiques in Courjeonnet
Die Liste der Monuments historiques in Courjeonnet führt die Monuments historiques in der französischen Gemeinde Courjeonnet auf.

## Liste der Immobilien
| Bezeichnung            | Beschreibung                                                          | Standort                      | Kennzeichnung | Schutzstatus | Datum | Bild |
| ---------------------- | --------------------------------------------------------------------- | ----------------------------- | ------------- | ------------ | ----- | ---- |
| Grotte von Courjeonnet | auch Grotte von Les Houyottes; Grabgrotte der Seine-Oise-Marne-Kultur | nordwestlich des Ortes (Lage) | PA00078680    | Classé       | 1926  |      |

## Liste der Objekte
| Bezeichnung                                | Beschreibung | Standort                                  | Kennzeichnung | Schutzstatus | Datum | Bild |
| ------------------------------------------ | --- | ----------------------------------------- | ------------- | ------------ | ----- | ---- |
| Hauptaltar                                 | Altartisch, Tabernakel, Retabel und Gemälde; Holz, farbig gefasst und vergoldet, sowie Ölfarbe auf Leinwand, Mitte des 18. Jahrhunderts | in der Kirche St-François-de-Sales (Lage) | PM51003337    | Inscrit      | 1993  |      |
| Prozessionsstab mit einem heiligen Bischof | Holz, farbig gefasst, 18. Jahrhundert                                                                                                   | in der Kirche St-François-de-Sales (Lage) | PM51003336    | Inscrit      | 1993  |      |